# بچه طردشده
بچهٔ طردشده (انگلیسی: The Boycotted Baby) یک فیلم کمدی صامت کوتاه آمریکایی است که در سال ۱۹۱۷ منتشر شد. از بازیگران این فیلم می‌توان به اولیور هاردی و کیت پرایس اشاره کرد.